# Warcraft: Orcs & Humans
Warcraft: Orcs & Humans är ett realtidsstrategi-datorspel i Warcraft-universumet, utvecklat och distribuerat av Blizzard Entertainment år 1994. Spelet skapade ett stort intresse för realtidsstrategigenren och kom att bli fundamentalt stilbildande för deras framtida utveckling.
Efter att Westwood Studios hade släppt Dune II inspirerades Blizzard att utveckla ett eget spel. Warcraft: Orcs and Humans införde enheter som slogs i närkamp istället för att använda endast distansvapen och möjligheter gavs att spendera ekonomiska resurser på att förbättra dessa under spelets gång. De två sidor som slåss i spelet, orcher och människor, har i grund och botten samma uppställning av enheter (arbetare, fotsoldater, bågskyttar, präster osv). Skillnaderna mellan sidorna är namnen och utseendet på enheterna (magikerna har dock olika trollformler att tillgå).

## Handling
Warcraft: Orcs & Humans utspelas i en fantasivärld som människorna till en början styrde helt. Då kom den dagen när orcherna dök upp, och kriget började. Sedan dess har det varit krig om vilka som ska styra landet, men också världen Azeroth.

## Systemkrav och kompatibilitet
Spelet krävde vid lanseringen 1994 en IBM PC-kompatibel dator med en Intel 80386-processor eller en Macintosh, 4 megabyte arbetsminne, en mus eller ett pekdon samt operativsystemet MS-DOS för att köras. Spelet hade stöd för en upplösning på 320x200 bildpunkter och ljud. Idag kan spelet köras på Windows-plattformen även om det finns problem med stöd för ljud. Alternativt kan spelet emuleras på diverse plattformar. Detta exempelvis genom DOSBox som emulerar MS-DOS och som finns tillgängligt för många moderna operativsystem.

## Påverkan
Realtidsstrategi som datorspelsgenre låg i sin linda när Warcraft: Orcs & Humans lanserades. Spelsystemet, i synnerhet gränssnittets hantering av enheter och i viss mån hanteringen av naturresurser kom att bli oskrivna regler för hur framtida titlar inom genren skulle utformas.